# فیلیپس (اکلاهما)
فیلیپس(به انگلیسی: Phillips) شهری در ایالت اکلاهما کشور ایالات متحده آمریکا است که جمعیت آن در سرشماری سال ۲۰۱۰ میلادی، ۱۳۵ نفر بوده‌است.